# Gerhard Baader
Gerhard Oskar Baader (né le 3 juillet 1928 à Vienne et mort le 14 juin 2020 à Berlin) est un philologue et historien médical autrichien.

## Biographie
Gerhard Baader grandit à Vienne. Gerhard Baader est le fils d'Oskar Baader (mort en 1945) et de Cäcilie, née Adler (née en 1887). Son père est catholique social-démocrate, sa mère juive. Les parents se sont rencontrés alors qu'ils étudient au département d'anglais de l'Université de Vienne. Pendant l'ère national-socialiste, l'Association académique allemande des anglophones a une grande influence sur la politique du personnel universitaire. Son engagement, en lien avec un paragraphe aryen dans les statuts de l'Association des anglistes, signifie la fin de la carrière universitaire d'Oskar Baader en tant qu'angliste. Il devient ensuite enseignant et travaille dans un lycée viennois jusqu'à son licenciement. Après l'annexion de l'Autriche, les époux Baader perdent leur appartement et s'installent dans une maison qui leur est attribuée à Leopoldstadt.
Gerhard Baader est baptisé. Il entre comme ouvrier dans une entreprise d'installation. Au sein du Front du travail allemand (DAF), il reçoit une formation de soudeur afin de se rendre utile pour la "victoire finale",. Puis, en 1944/45, à l'âge de 16 ans, il doit travailler pendant près d'un an dans un camp de travaux forcés Waffen-SS. Pour Oskar Baader, un ancien officier de la Première Guerre mondiale, l'humiliation aux mains des commandants est de trop, selon son fils Gerhard. En novembre 1945, Oskar Baader s'est suicidé. Gerhard Baader doit assumer des tâches paramilitaires et soutenir le retrait de la Wehrmacht d'Europe de l'Est avec des remparts, des travaux de terrassement (creusement de fossés antichars sur le "mur sud-est") et des travaux de dynamitage. Il est libéré à Vienne en mai 1945 par l'Armée rouge.
Il retourne au lycée, il quitte l'école et peut préparer son diplôme d'études secondaires, qu'il obtient en 1947. Baader rompt finalement avec l'Église catholique. Il commence à s'impliquer dans les organisations autrichiennes de jeunesse et d'étudiants social-démocrates. À partir du milieu des années 1970, Baader penche de plus en plus politiquement vers la gauche. D'abord le Parti social-démocrate d'Autriche (SPÖ), dont il est membre, et plus tard le Parti social-démocrate d'Allemagne (SPD) sont des partis qui déterminent sa vie.
Il est également chargé de cours de liaison et membre du conseil consultatif du Centre d'études Ernst-Ludwig-Ehrlich (de), qui promeut les surdoués. La femme de Baader décède en 2008. Gerhard Baader décède peu de temps avant d'atteindre son 92e anniversaire. Il est inhumé le 19 juin 2020 dans le quartier Charlottenburg-Wilmersdorf de Berlin.

## Carrière scientifique
De 1948 à 1952, Baader étudie la philologie classique, l'allemand, la linguistique et l'histoire à l'université de Vienne. Après avoir obtenu son doctorat en 1952 (sujet : études sur l'utilisation des abstractions -tus et -tio en latin), Baader s'installe à Munich en 1954, où il est chercheur associé à l'Académie bavaroise des sciences et co-supervise le projet de dictionnaire de latin médiéval, volume I, jusqu'en 1966 et s'intéresse de plus en plus à l'histoire de la médecine, en particulier à la médecine médiévale et au début de la modernité. En 1959, il rejoint la Société allemande d'histoire de la médecine, des sciences naturelles et de la technologie (de). En 1967 il rejoint l'Institut d'histoire de la médecine à l'université Libre de Berlin. Il y est assistant scientifique de Heinz Goerke (de) à partir de 1967, puis à partir de 1968 conseiller académique ou conseiller principal. Comme Goerke avant lui, il travaille également comme rédacteur spécialisé pour le magazine suisse Ars Medici. En 1975, Baader commence à enseigner à l'Institut Friedrich-Meinecke (de) de l'Université libre de Berlin et au département d'allemand de l'Université technique de Berlin. En 1979 , il s'habilite avec la thèse La Bibliothèque de Giovanni Marco da Rimini. Une source pour l'éducation médicale dans l'humanisme.
Le travail critique sur les crimes médicaux nazis ne commence pas en 1960, mais seulement deux décennies plus tard, lorsque le sujet s'est associé à la critique d'une génération montante sur la manière de traiter les malades et les handicapés. La "1re journée de la santé (de)" organisée à Berlin-Ouest par des médecins et des historiens critiques, dont Baader, en guise de contre-manifestation à la 83e Journée des médecins allemands (de) qui s'est tenue en mai 1980 et qui réunit 12 000 participants, a pour sujet "La médecine sous le national-socialisme. Passé tabou - tradition ininterrompue", mais traite également de l'aliénation entre le médecin et le patient ainsi que de l'abus croissant de médicaments. Cette manifestation suscite de nombreuses critiques parmi les représentants établis de la profession. Pour eux, la Journée de la santé est une provocation. Cette manifestation, ou plutôt la présence de Baader, marque cependant le début d'un travail varié sur la médecine nazie. Par la suite, Baader, qui, après une affaire impliquant Alexander Berg (de) et Gernot Rath (de) en 1964, comme Heinz Goerke, Gunter Mann (1924-1992) et d'autres représentants de la profession, s'est encore prononcé contre une enquête approfondie sur l'implication du sujet d'histoire médicale du national-socialisme, fait de la médecine du national-socialisme aujourd'hui l'un des principaux domaines de recherche de l'Institut de Berlin, une branche scientifique dans laquelle il collabore avec Rolf Winau (de) (Berlin-Ouest), Fridolf Kudlien (de) (Kiel), Werner Friedrich Kümmel (de) (Mayence), Gunter Mann (Francfort-sur-le-Main) et Eduard Seidler (de) (Fribourg-en-Brisgau) du groupe, au départ assez restreint, d'historiens de la médecine qui placent le thème de la médecine sous le national-socialisme au centre de leurs recherches. Le collaborateur de Baader, Heinz-Peter Schmiedebach, est également intervenu lors de la Journée de la santé,.
Baader et l'historien médical Gundolf Keil partagent de nombreuses années d'activité de recherche conjointe, par exemple dans la recherche de bibliothèques françaises et anglaises et d'archives italiennes, dans des éditions conjointes de prose spécialisée et la publication de l'ouvrage standard Medizin im mittelalterlichen Abendland en 1982. En 1983, il est nommé professeur associé à l'Institut d'histoire de la médecine et d'éthique médicale de la Charité (de), créé depuis. En 1993, il prend sa retraite, déménage en Israël avec sa troisième femme et y vit pendant dix ans. Il y est professeur invité à l'Université hébraïque de Jérusalem où il  enseigne l'histoire de la médecine. Il retourne à Berlin en 2003 ou 2004 et continue à faire des recherches et à publier, par exemple en 2018 sur le thème de la santé publique, de l'eugénisme et de l'hygiène raciale dans la République de Weimar et sous National Socialisme : la santé et la maladie comme vision de la communauté nationale.

## Domaines de recherche et d'enseignement
Gerhard Baader effectue des recherches sur l'histoire de l'Antiquité, du Moyen Âge et des temps modernes. À partir de 1980, il s'occupe de l'histoire sociale de la médecine et de la recherche sur l'émigration. Il participe à la publication des actes de conférence de l'Association pour l'histoire sociale de la médecine et de l'anthologie pionnière Eugenik in Österreich. En particulier, il examine l'influence de la médecine allemande dans le développement du système de santé en Palestine (Israël). La médecine du Talmud, notamment dans son rapport avec la médecine grecque, suscite également son intérêt. Il est l'un des pionniers de la recherche historique sur la médecine sous le national-socialisme . En 1980, il fonde le "Groupe de travail sur la médecine sous le national-socialisme" et en 1982 le "Groupe de travail pour la recherche sur l'histoire de l'euthanasie nazie et de la stérilisation forcée". À partir de 1984, il mène des recherches interdisciplinaires avec l'historien de l'Église Werner Affeldt (1928-2019) sur l'histoire des femmes dans l'Antiquité et au Moyen Âge dans le nouveau domaine de recherche de l'histoire des femmes et du genre. Des discussions violentes avec Robert Jütte, directeur de l'Institut d'histoire de la médecine de la Fondation Robert Bosch, sont nées du point de vue de Baader selon lequel les cultures de guérison alternatives ont une affinité particulière pour les idées racistes.
Ses principaux domaines d'enseignement sont :
- La médecine sous le national-socialisme
- La médecine dans le Talmud dans sa relation avec la médecine grecque, en particulier dans l'hellénisme
- La vie juive en Allemagne, en particulier au XXe siècle
- Traiter de l'Holocauste (à partir de 1986 également dans la querelle des historiens[6]).

Baader écrit de nombreux articles pour la Neue Deutsche Biographie

## Honneurs
- En 1997, la publication commémorative universitaire Medizingeschichte und Gesellschaftskritik est publiée en son honneur[19].
- En septembre 2018, Baader reçoit la Croix fédérale du mérite pour son engagement à traiter du rôle de la médecine sous le national-socialisme[20].

## Adhésions
- Institut de recherche historique autrichien (de)
- Union des historiens allemands
- Société Mommsen (de)
- Société israélienne d'histoire de la médecine
- Société Internationale d'Histoire de la Médecine

## Publications (sélection)
- Untersuchungen zum Gebrauch der -tus und -tio-Abstrakta im Lateinischen. Philosophische Dissertation Wien 1952.
- Überlieferungsprobleme des Aulus Cornelius Celsus. In: Forschungen und Fortschritte. Band 34, 1960, S. 215–218.
- Der Berliner Codex Phillipp. 1790, ein frühmittelalterliches medizinisches Kompendium. In: Medizinhistorisches Journal. Band 1, 1966, S. 150–155.
- Zur Terminologie des Constantinus Africanus. In: Medizinhistorisches Journal. Band 2, 1967, S. 36–53.
- Die Anfänge der medizinischen Ausbildung im Abendland bis 1100. In: La scuola nell’occidente latino dell’alto medioevo, Spoleto 15–21 aprile 1971 (= Settimane di studio del Centro italiano di studi sull’alto medioevo. Band 19, 2). Spoleto 1972, S. 669–718 und 725–742.
- Mittelalterliche Medizin in bayerischen Klöstern. In: Sudhoffs Archiv. Band 57, 1973, S. 275–296.
- als Hrsg. mit Gundolf Keil: Medizin im mittelalterlichen Abendland. Wissenschaftliche Buchgesellschaft, Darmstadt 1982 (= Wege der Forschung. Band 363).
- Die Entwicklung der medizinischen Fachsprache in der Antike und im frühen Mittelalter. In: Gerhard Baader, Gundolf Keil (Hrsg.): Medizin im mittelalterlichen Abendland. Wissenschaftliche Buchgesellschaft, Darmstadt 1982 (= Wege der Forschung. Band 363), S. 417–442.
- Die Entwicklung der medizinischen Fachsprache im hohen und späten Mittelalter. In: Gundolf Keil, Peter Assion (Hrsg.): Fachprosaforschung. Acht Vorträge zur mittelalterlichen Artesliteratur. Berlin 1974, S. 88–123.
- mit Gundolf Keil: Mittelalterliche Diagnostik. Ein Bericht. In: Medizinische Diagnostik in Geschichte und Gegenwart. Festschrift für Heinz Goerke (de) zum sechzigsten Geburtstag. Hrsg. von Christa Habrich, Frank Marguth und Jörn Henning Wolf unter Mitarbeit von Renate Wittern. München 1978 (= Neue Münchener Beiträge zur Geschichte der Medizin und Naturwissenschaften. Medizinhistorische Reihe. Band 7/8), S. 121–144.
- Die Schule von Salerno. In: Medizinhistorisches Journal. Band 13, 1978, S. 124–145.
- Naturwissenschaft und Medizin im 12. Jahrhundert und Hildegard von Bingen. In: Archiv für mittelrheinische Kirchengeschichte. Band 31, 1979, S. 33-–54.
- Gesellschaft, Wirtschaft und ärztlicher Stand im frühen und hohen Mittelalter. In: Medizinhistorisches Journal. Band 14, 1979, S. 176–185.
- Medizinisches Reformdenken und Arabismus im Deutschland des 16. Jahrhunderts. In: Sudhoffs Archiv. Band 63, 1979, S. 261–296.
- mit Ulrich Schultz-Venrath (de): Medizin und Nationalsozialismus. Tabuisierte Vergangenheit, ungebrochene Tradition? Berlin-West 1980.
- Galen im mittelalterlichen Abendland. In: Vivian Nutton (Hrsg.): Galen: Problems and Prospects. A Collection of Papers, submitted at the 1979 Cambridge Conference. London 1981, S. 215 f.
- Theorie und Praxis vorsalernitanischer Uroskopie. Ref. 65. In: Jahrestagung der Deutschen Gesellschaft für Geschichte der Medizin, Naturwissenschaften und Technik e. V. Trier 1982.
- Stadtentwicklung und psychiatrische Anstalten. In: Gundolf Keil (Hrsg.): „gelêrter der arzeniê, ouch apotêker“. Beiträge zur Wissenschaftsgeschichte. Festschrift zum 70. Geburtstag von Willem F. Daems. Horst Wellm, Pattensen 1982 (= Würzburger medizinhistorische Forschungen. Band 24),  (ISBN 3-921456-35-5), S. 239–253.
- Die Antikerezeption in der Entwicklung der medizinischen Wissenschaft während der Renaissance. In: Rudolf Schmitz (de), Gundolf Keil (Hrsg.): Humanismus und Medizin. Acta humaniora, Weinheim 1984 (= Deutsche Forschungsgemeinschaft: Mitteilungen der Kommission für Humanismusforschung. Band 11),  (ISBN 3-527-17011-1), S. 51–66.
- Lehrbrief und Kurztraktat in der medizinischen Wissensvermittlung des Früh- und Hochmittelalters. In: Norbert Richard Wolf (de) (Hrsg.): Wissensorganisierende und wissensvermittelnde Literatur im Mittelalter. Perspektiven ihrer Erforschung. Wiesbaden 1987 (= Wissensliteratur im Mittelalter. Band 1), S. 246–254.
- als Hrsg. mit Gundolf Keil: Medizin im mittelalterlichen Abendland. Wissenschaftliche Buchgesellschaft, Darmstadt 1982 (= Wege der Forschung (de). Band 363).
- als Hrsg. mit Rolf Winau: Die hippokratischen Epidemien. Theorie – Praxis – Tradition. Verhandlungen des Ve Colloque International Hippocratique, veranstaltet von der Berliner Gesellschaft für Geschichte der Medizin in Verbindung mit dem Institut für Geschichte der Medizin der Freien Universität Berlin, 10.–15.9.1984 (= Sudhoffs Archiv. Beiheft 27). Franz Steiner Verlag, Stuttgart 1984,  (ISBN 3-515-04559-7).
- Menschenversuche im Nationalsozialismus. In: Hanfried Helmchen (de), Rolf Winau (de) (Hrsg.): Versuche mit Menschen in Medizin, Humanwissenschaft und Politik. Berlin / New York 1986, S. 41–82.
- als Hrsg. mit Veronika Hofer und Thomas Mayer: Eugenik in Österreich. Biopolitische Strukturen von 1900–1945. Wien 2007.